# Onchidium mertoni
Onchidium mertoni is een slakkensoort uit de familie van de Onchidiidae. De wetenschappelijke naam van de soort is voor het eerst geldig gepubliceerd in 1918 door Simroth.